# François-Antoine Habeneck

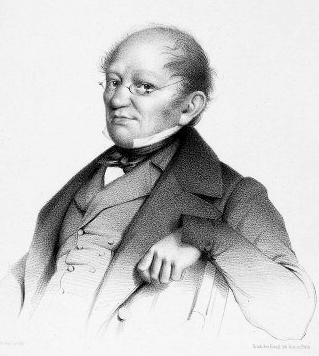
François-Antoine Habeneck.

François-Antoine Habeneck, född 22 januari 1781 i Mézières, död 8 februari 1849 i Paris, var en fransk violinist och musiker.

## Biografi
François-Antoine Habeneck föddes 22 januari 1781 Mézières och var av tysk härkomst. Elev av Pierre Baillot vid konservatoriet i Paris, blev han violinist i Stora operans orkester samt ledde 1806-1815 och efter 1828 konservatoriets konserter, vilka genom honom erhöll världsrykte, särskilt för utförandet av Beethovens symfonier, vilka Habeneck först införde i Frankrike.
Åren 1821-1824 var han direktör för Stora operan, blev 1825 professor i violinspelning och 1831 generalinspektör vid konservatoriet, slutligen kapellmästare vid Stora operan. Habeneck var lika förträfflig som lärare och dirigent; bland hans elever kan nämnas Delphin Alard och Hubert Léonard. Habeneck var även tonsättare. Han avled 8 februari 1849 i Paris.
Habeneck var bror till förstaviolinisterna Joseph Habeneck vid Opéra-Comique och Corentin Habeneck vid Stora operan i Paris.